# Frank-Michael Wahl
Frank-Michael Wahl, nemški rokometaš, * 24. avgust 1956, Rostock.
Leta 1980 je na poletnih olimpijskih igrah v Moskvi v sestavi vzhodnonemške rokometne reprezentance osvojil zlato olimpijsko medaljo.
Udeležil se je tudi iger leta 1988 (7. mesto) in leta 1992 (10. mesto).